# Bärbel Völkel
Bärbel Völkel (* 1960) war bis Januar 2022 Professorin für Geschichte und ihre Didaktik an der Pädagogischen Hochschule Ludwigsburg und befindet sich nun in Pension. 

## Werdegang
Nach dem Abitur studierte Völkel von 1979 bis 1983 an der Gesamthochschule Siegen die Fächer Geschichte und evangelische Theologie auf Lehramt Sekundarstufe I. Das Referendariat absolvierte sie 1984 bis 1986 am Studienseminar 1 in Dillenburg (Hessen). Anschließend war sie langjährig als Lehrerin an Haupt- und Gesamtschulen tätig, ferner Fachseminarleiterin Geschichte und Hauptseminarleiterin. 2001 promovierte Völkel an der TU Berlin und war anschließend von 2003 bis 2007 Lehrkraft für besondere Aufgaben an der Universität zu Köln. Von April 2007 bis Februar 2022 war sie Professorin für Geschichte und ihre Didaktik an der Pädagogischen Hochschule Ludwigsburg.

## Forschungsschwerpunkte
Zu Völkels Schwerpunkten in der Forschung gehört die empirische Forschung zu historischen Sinnbildungskonstruktionen. Sie befasst sich außerdem mit der Bedeutung der Neurobiologie und Kognitionspsychologie für das historische Lernen. Die Hochschuldidaktik und die juristische Aufarbeitung des Nationalsozialismus in der Bundesrepublik Deutschland in geschichtsdidaktischer Perspektive ist ebenfalls Arbeitsschwerpunkt. In der Reihe Methoden Historischen Lernens hat Völkel die Darstellung zum handlungsorientierten Geschichtsunterricht verfasst.

## Veröffentlichungen
- Inklusive Geschichtsdidaktik. Vom inneren Zeitbewusstsein zur dialogischen Geschichte. Schwalbach 2017, ISBN 978-3-7344-0475-7
- Neorassismus in der Einwanderungsgesellschaft. Hrsg. von Bärbel Völkel und Tony Pacyna. Bielefeld 2017, ISBN 978-3-8376-3454-9
- Stolpern ist nicht schlimm. Materialien zur Holocaust-Education. Schwalbach/Ts. 2015, ISBN 978-3-7344-0087-2
- Handlungsorientierung im Geschichtsunterricht. Schwalbach/Ts. 2012 (3., durchges. und aktualisierte Aufl.) (Methoden Historischen Lernens), ISBN 3-89974-824-7
- Wie kann man Geschichte lehren? Die Bedeutung des Konstruktivismus für die Geschichtsdidaktik. Schwalbach/Ts. 2002, ISBN 3-87920-439-X